# OLIVE (中山美穂のアルバム)
『OLIVE』（オリーブ）は、中山美穂の20作目のスタジオ・アルバム。1998年6月10日にキングレコードより発売された。(企画品番：KICS-690)

## 概要
同年4月発売のシングル「LOVE CLOVER」は収録されず、全曲アルバムのために書き下ろしたオリジナル曲で構成されている。シングルを収録しないオリジナル・アルバムは『ONE AND ONLY』（1987年）、『Mind Game』（1988年）、『Dé eaya』（1991年）、『わがままな あくとれす』（1993年）に続いて5作目である（『Merry Merry』は企画ミニアルバムに相当する為除外）。1曲を除いて、共作を含む11曲の作詞を中山自身が手掛けている。
オリジナル・アルバムとしては、1995年発売の『Mid Blue』以来3年ぶりにオリコン・アルバムチャートのベスト10以内にランクインした。
初回限定盤のみ、帯がステッカー（シール）仕様になっていた。アートワークはサカグチケンが担当している。
本作を引っ提げ、コンサートツアー『MIHO NAKAYAMA TOUR '98 "Live・O・Live"』（全国29公演）が行われた。

## 収録曲

### CD
| #         | タイトル                            | 作詞               | 作曲      | 編曲             | 時間  |
| --------- | ----------------------------------- | ------------------ | --------- | ---------------- | ----- |
| 1.        | 「NAME」                            | 中山美穂           | 五島良子  | 内藤慎也         | 4:10  |
| 2.        | 「Fiancé 〜あなたのok わたしのyes」 | 中山美穂・皆木麗子 | 水津雅幸  | 内藤慎也         | 4:32  |
| 3.        | 「Labyrinth」                       | 中山美穂           | 渡辺未来  | 羽毛田丈史       | 4:45  |
| 4.        | 「EL NINO」                         | 中山美穂           | 竹下欣伸  | 竹下欣伸         | 3:51  |
| 5.        | 「Oliveの呟き」                     | 中山美穂           | 五島良子  | 五島良子         | 4:28  |
| 6.        | 「Baby Pink Moon」                  | 中山美穂           | 竹下欣伸  | 竹下欣伸         | 4:36  |
| 7.        | 「コワレタ ライム」                 | 中山美穂・小竹正人 | 内藤慎也  | 内藤慎也         | 3:57  |
| 8.        | 「少年の瞳 〜For Knack」            | 中山美穂・野口郁子 | 渡辺美佳  | 羽毛田丈史       | 4:47  |
| 9.        | 「Talk to 彼の匂い」                | 中山美穂・高柳恋   | 多田牧男  | 多田牧男・鳴海寛 | 3:49  |
| 10.       | 「MISS YOU」                        | 小竹正人           | 内藤慎也  | 内藤慎也         | 4:18  |
| 11.       | 「Daddy」                           | 中山美穂           | Cindy     | 羽毛田丈史       | 5:00  |
| 12.       | 「Jasmine 〜しあわせなこころ」      | 中山美穂           | Cindy     | 羽毛田丈史       | 4:21  |
| 合計時間: | 合計時間:                           | 合計時間:          | 合計時間: | 合計時間:        | 52:39 |

### 備考
1. NAME
  - 五島良子がコーラスで参加。2000年発売のアルバム『decade to date』でセルフカバーしている。
2. Fiancé 〜あなたのok わたしのyes
3. Labyrinth
4. EL NINO
5. Oliveの呟き
  - コーラスで五島良子が参加
6. Baby Pink Moon
7. コワレタ ライム
8. 少年の瞳 〜For Knack
9. Talk to 彼の匂い
10. MISS YOU
11. Daddy
12. Jasmine 〜しあわせなこころ

## 再発盤
- 2015年10月14日 - CD（廉価盤 KICS-3280）
2015年リマスタリング仕様で「30th Anniversary Original Album Collection」として、これまでにリリースしたアルバムのうち25作品を同日再発売。[4]